# Silene hochstetteri
Silene hochstetteri är en nejlikväxtart som beskrevs av Paul Rohrbach. 
Silene hochstetteri ingår i släktet glimmar och familjen nejlikväxter. Inga underarter finns listade i Catalogue of Life.